# Communauté de communes du Quercy Rouergue et des Gorges de l’Aveyron
Die Communauté de communes du Quercy Rouergue et des Gorges de l’Aveyron ist ein französischer Gemeindeverband mit der Rechtsform einer Communauté de communes in den Départements Tarn-et-Garonne und Tarn in der Region Okzitanien. Sie wurde am 23. Dezember 1997 gegründet und umfasst 17 Gemeinden. Der Verwaltungssitz befindet sich im Ort Saint-Antonin-Noble-Val. Eine Besonderheit liegt in der Département-übergreifenden Struktur der Gemeinden.

## Mitgliedsgemeinden
| Gemeinde                                                             | Einwohner 1. Januar 2022 | Fläche km² | Dichte Einw./km² | Code INSEE | Postleitzahl | Département     |
| -------------------------------------------------------------------- | ------------------------ | ---------- | ---------------- | ---------- | ------------ | --------------- |
| Castanet                                                             | 275                      | 22,07      | 12               | 82029      | 82160        | Tarn-et-Garonne |
| Caylus                                                               | 1.463                    | 97,45      | 15               | 82038      | 82160        | Tarn-et-Garonne |
| Cazals                                                               | 240                      | 11,73      | 20               | 82041      | 82140        | Tarn-et-Garonne |
| Espinas                                                              | 210                      | 16,15      | 13               | 82056      | 82160        | Tarn-et-Garonne |
| Féneyrols                                                            | 164                      | 14,88      | 11               | 82061      | 82140        | Tarn-et-Garonne |
| Ginals                                                               | 195                      | 24,15      | 8                | 82069      | 82330        | Tarn-et-Garonne |
| Lacapelle-Livron                                                     | 207                      | 13,79      | 15               | 82082      | 82160        | Tarn-et-Garonne |
| Laguépie                                                             | 653                      | 14,86      | 44               | 82088      | 82250        | Tarn-et-Garonne |
| Loze                                                                 | 121                      | 11,05      | 11               | 82100      | 82160        | Tarn-et-Garonne |
| Montrosier                                                           | 34                       | 3,39       | 10               | 81184      | 81170        | Tarn            |
| Mouillac                                                             | 91                       | 9,08       | 10               | 82133      | 82160        | Tarn-et-Garonne |
| Parisot                                                              | 559                      | 27,86      | 20               | 82137      | 82160        | Tarn-et-Garonne |
| Puylagarde                                                           | 345                      | 23,14      | 15               | 82147      | 82160        | Tarn-et-Garonne |
| Saint-Antonin-Noble-Val                                              | 1.951                    | 105,46     | 18               | 82155      | 82140        | Tarn-et-Garonne |
| Saint-Projet                                                         | 288                      | 26,14      | 11               | 82172      | 82160        | Tarn-et-Garonne |
| Varen                                                                | 646                      | 23,13      | 28               | 82187      | 82330        | Tarn-et-Garonne |
| Verfeil                                                              | 406                      | 18,46      | 22               | 82191      | 82330        | Tarn-et-Garonne |
| Communauté de communes du Quercy Rouergue et des Gorges de l’Aveyron | 7.848                    | 462,79     | 17               | –          | –            | –               |